# Weltraumbestien
Weltraumbestien (jap. 地球防衛軍, Chikyū Bōeigun, dt. „Erd-Verteidigungsarmee“; Alternativtitel: Phantom 7000) ist ein Kaijū-Film des Godzilla-Regisseurs Ishirō Honda aus dem Jahr 1957. Die deutsche Erstaufführung fand am 5. Februar 1960 statt.

## Handlung
Astrophysiker Ryoichi Shiraishi, seine Verlobte Hiroko, seine Schwester Etsuko und sein Freund Joji Atsumi beobachten bei einem Fest am Fuji einen Brand in einem nahegelegenen Wald. Shiraishi bricht sofort auf, um das Feuer zu untersuchen.
Atsumi berichtet am nächsten Tag Tanjiro Adachi, dem Chefastronomen des Observatoriums, von Shiraishis Entdeckung, einem Asteroiden, den Shiraishi Mysteroid genannt hat und der Shiraishis Meinung nach einst ein Planet zwischen Mars und Jupiter gewesen ist. Adachi bezweifelt diese Theorie und hält Shiraishis Bericht für unvollständig.
Als Atsumi mit einigen Polizeibeamten ein durch ein Erdbeben zerstörtes Dorf untersucht, taucht ein riesiger Roboter auf. Nach vergeblichem Beschuss durch das Militär kann der Roboter erst zerstört werden, als er die Koyama-Brücke betritt und diese unter ihm zur Detonation gebracht wird. Wie sich bei der Untersuchung der Trümmer des Roboters herausstellt, bestand dieser aus einer auf der Erde unbekannten chemischen Verbindung.
Als wenig später die Astronomen Aktivitäten rund um den Mond entdecken, tauchen die Mysterianer, eine außerirdische Lebensform, auf und stellen ihre Forderungen: Nachdem ihr Heimatplanet Mysteriod nach einem Atomkrieg zerstört wurde und einige Mysterianer auf den Mars fliehen konnten, wollen sie sich nun auf der Erde ansiedeln. Zudem wollen sie sich mit Menschenfrauen paaren, um nach den Auswirkungen des Strontium 90 im Atomkrieg ihr genetisches Material zu stabilisieren und gesündere Nachfahren zu zeugen. Zu diesem Zweck haben sie bereits drei Frauen entführt und sind an zwei weiteren, darunter Etsuko, interessiert.
Shiraishi, der Atsumi bereits zuvor offenbart hatte, dass er seine Verlobung mit Hiroko lösen will, schließt sich, von der fortgeschrittenen Technologie der Außerirdischen fasziniert, den Mysterianern an.
Ein Angriff des Militärs auf die Mysterianer scheitert. Daraufhin bittet Japan andere Nationen um Hilfe. Mit Hilfe der anderen Nationen und unter Einsatz neu entwickelter Kampfmaschinen startet ein neuer Angriff auf die Mysterianer, doch schlägt auch dieser fehl.
Die Mysterianer fordern daraufhin ein größeres Ansiedlungsgebiet und entführen zudem Etsuko and Hiroko. Auf der Suche nach den beiden Frauen schafft es Atsumi, in die Zentrale der Mysterianer einzudringen. In der Zwischenzeit kommt eine neu entwickelte Elektronenkanone gegen die Mysterianer zum Einsatz. Shiraishi hat inzwischen die wahren Absichten der Mysterianer erkannt und opfert sich beim gemeinsamen Versuch mit Atsumi, diese zu überwältigen.
Die entführten Frauen können befreit werden; die Zentrale der Mysterianer wird zerstört und diese von der Erde vertrieben.

## Kritiken
„Eine japanische Nachahmung einschlägiger Hollywood-Produkte, mit massivem Aufwand an fliegenden Untertassen, Weltraumfestungen, Raketen und Strahlengeschützen, die man zur Entstehungszeit des Films noch für Fantasieapparate hielt und die heute zur unfreiwilligen Erheiterung beitragen.“